# Harman International Industries
Harman International Industries, Inc., comúnmente conocida como Harman (estilizada como HARMAN), es una compañía estadounidense especializada en el diseño y mejora de la conectividad de vehículos, consumidores y empresas en todo el mundo, incluyendo sistemas automovilísticos conectados; audio y productos visuales, automatización de empresas y conexión de servicios. Con sede en Stamford, Connecticut, Harman mantiene operaciones importantes en América, Europa, así como Asia y trabaja con más de veinte marcas, como Harman Kardon, JBL, AKG Acoustics, AMX LLC, Mark Levinson, Crown Audio, Infinity, JBL Professional, Lexicon, Martin, Revel, Soundcraft y Studer.
El 14 de noviembre de 2016, Harman anunció su venta a la compañía surcoreana Samsung por US$8,000 millones.

## Historia
Sidney Harman y Bernard Kardon fundaron la primitiva Harman Kardon en 1953. Ambos eran ingenieros jóvenes y habían trabajado en Bogen Company, que entonces era el fabricante más importante de equipos de megafonía (en inglés: "public address system", sistemas de audio para eventos públicos y conciertos). Su colaboración hizo posible crear una industria nueva: el audio en alta fidelidad.
Harman compró la parte de su socio en 1956 y expandió la compañía hacia el campo de la alta fidelidad, según la biografía titulada Consumer Electronics Hall of Fame.

## Adquisiciones y expansión
En la década de 1970 Harman International Industries adquirió un importante número de empresas de las que anteriormente se había deshecho. La compañía continuó su plan de crecimiento en la década de 1980, lo que empujó a Harman International a superar las ventas hasta los $80 millones en 1981, que serían $200 millones en 1986 y más de $500 millones en 1989. 
Harman International empezó a cotizar en Bolsa en 1986 con una oferta pública en el parquet de Nueva York. El dinero efectivo de aquella venta sirvió para adquirir en 1988 Soundcraft, un productor británico de tableros profesionales de mezclas. Más tarde adquirió Salt Lake City, productor de electrónica digital. Hacia 1990, Harman International poseía una decena de marcas (JBL, Harman Kardon, Infinity y Epicure, así como sistemas de audio profesional con marcas como JBL Professional, UREI, Soundcraft, Allen & Heath, dbx, Studer, DOD, Lexicon, AKG, BSS, Orban, Quested y Turbosound).
En julio de 2011, Harman adquirió MWM Acoustics, una compañía especializada en las tecnologías de la voz y el micrófono. La combinación de MWM Acoustics, Branded Audio, y AKG Automotive Microphone se convertirían en la nueva compañía Embedded Audio.
En 2013 Harman adquirió Martin Professional. En junio de 2014, Harman completó la adquisición de AMX LLC, de The Duchossois Group. En marzo de 2015, Harman adquirió el automotive división de Bang & Olufsen por $156 millones de dólares. La compra no incluyó los negocios de consumo de Bang & Olufsen.
En 2015, reconociendo la función creciente del software en sus mercados, Harman expandió sus compras en torno a la nube, la movilidad y analytics con la adquisición de Symphony Teleca, una compañía de servicios de software con sede en Mountain View, California, y Redbend, un proveedor israelí de tecnología de administración de software para conexiones de dispositivos. Con todas estas compañías, Harman formó su cuarta división, denominada Connected Services.
En marzo de 2016, Harman adquirió la compañía de ciberseguridad para automóviles TowerSec. Esta adquisición llevó su campo de trabajo hacia tecnologías punteras.

## Fondo de capital inversión
Harman International Industries salió del índice NYSE en 2007 debido a la adquisición de la empresa por parte de los fondos de KKR y Goldman Sachs Capital Partners. Coincidente con la compra, Dinesh C. Paliwal fue contratado como presidente de la compañía y CEO en julio de 2007. Paliwal, veterano del capital inversión, pues había gestionado las operaciones para EE. UU. de ABB, puso a la compañía en crecimiento de dos dígitos. Dobló su precio en un año y vio mejorar sus índices gracias a la mejora en la calificación de compañías como Moody's o Standars & Poors. El 1 de julio de 2008, Sidney Harman fue sustituido por Dinesh Paliwal al frente de la empresa.

## Adquisición
El 14 de noviembre de 2016, Harman International Industries fue adquirido por el gigante Samsung por la cantidad de $8.000 millones de dólares. El interés de la surcoreana Samsung por Harman pone sobre el tapete la convergencia entre los negocios relacionados con la telefonía móvil y la automoción.

## Marcas
- Harman Kardon - audio
- JBL - micrófonos y amplificadores
- AKG Acoustics - micrófonos
- AMX - videocontrol
- Mark Levinson - audioauto
- Bang & Olufsen Automotive - conectividad
- Becker - automoción
- BSS Audio - audio
- Crown International - amplificadores
- dbx, Inc. Professional Products
- DigiTech - guitarras
- HardWire  - pedales de guitarra
- HiQnet - audio
- Infinity - micrófonos
- Lexicon - audio digital
- Martin Professional - Iluminación
- Revel - micrófonos
- Selenium - amplificadores, mezcladoras
- S1nn GmbH & Co.
- Soundcraft - consolas de mezclas
- Studer - consolas de mezclas

## Número de empleados
| Año fiscal | Total  | América del Norte | Resto del mundo |
| ---------- | ------ | ----------------- | --------------- |
| Mar. 2016  | 29,000 | -                 | -               |
| Sep. 2015  | 28,000 | -                 | -               |
| 2015       | 24,197 | 6,793             | 17,404          |
| 2014       | 14,202 | 5,599             | 8,603           |
| 2013       | 12,221 | 4,509             | 7,712           |
| 2012       | 11,386 | 4,169             | 7,197           |
| 2010       | 9,816  | 3,362             | 6,454           |
| 2008       | 11,694 | 4,834             | 6,860           |
| 2007       | 11,688 | 5,611             | 6,077           |